# バンクシー
バンクシー（Banksy、本名および生年月日未公表）は、イギリスを拠点とする素性不明のアーティスト（路上芸術家）、政治活動家、映画監督。

## 人物
彼の政治的および社会的批評の作品は、世界中の街路、壁、橋に描かれている。バンクシーの作品は、アーティストとミュージシャンのコラボレーションを伴う、ブリストルのアンダーグラウンド・シーンから生まれた。バンクシーは後に、イギリスの音楽グループ、マッシヴ・アタックの創設メンバーとなったグラフィティアーティストの「3D」に触発されたと語っている。
バンクシーは彼の作品を建物の壁面や自作の物理的な小道具のような、公に見える表層に展示している。バンクシーはもはや自身のストリートグラフィティの写真や複製を販売していないが、彼の公共の「展示品」は定期的に転売され、多くの場合それらが描かれていた壁が取り外されることさえある。少数のバンクシーの作品が正式に、非公開で、ペスト・コントロール (Pest Control) というオフィスを通じて販売されている。
バンクシーが監督デビューを飾ったドキュメンタリー映画『イグジット・スルー・ザ・ギフトショップ』（2010年）は、2010年のサンダンス映画祭でワールド・プレミア上映され、2011年1月にはアカデミー賞ベスト・ドキュメンタリー部門にノミネートされた。
バンクシー自身は2014年にウェビー賞のパーソン・オブ・ザ・イヤーを受賞した。2022年7月には、イギリスのUCA芸術大学から名誉教授の肩書を付与された。

## 特徴
ステンシルアートと呼ばれる、型紙を用いたグラフィティを中心とする。街中の壁などに反資本主義や反権力的なグラフィティを残したり、メトロポリタン美術館や大英博物館などの館内に無許可で作品を陳列したりするなどのパフォーマンスにより、「芸術テロリスト」と称する者も散見する。
街頭などのグラフィティにこだわり、企業や音楽家などの依頼は全て断っている。2002年に日本のファッションブランド「モンタージュ」にTシャツの図案を2種類、 2003年にブラーのアルバム『シンク・タンク』のジャケットをそれぞれ提供して以後、ソニー、ナイキ、マイクロソフト、ミュージシャンのデヴィッド・ボウイ、オービタル、マッシヴ・アタックなどの申し入れを断っている。
多くは街頭の壁面などに無断で描かれ、落書きとして行政が清掃などの際に消去する事例もあるが、描かれた壁面をアクリル板で保護する建物所有者も見られた。2007年2月のサザビーズオークションで作品6点が372000ポンド (当時のレートで860万円超)で落札された。
2009年6月12日から8月31日まで、ブリストル市立博物館・美術館で100点以上の作品が展示された大規模展「Banksy versus Bristol Museum」が催され、30万人以上を動員した。
2010年にドキュメンタリー映画『イグジット・スルー・ザ・ギフトショップ』を監督してアカデミー長編ドキュメンタリー映画賞にノミネートされた。
2015年に英国で期間限定のテーマパークか『ディズマランド』を演出した。
『バンクシー・ダズ・ニューヨーク』、『セービング・バンクシー』、『バンクシーを盗んだ男』などドキュメンタリー映画が多数制作されている。

## 作例

### 2000年代

バスルームの窓からぶら下がる裸の男（2006年）。『ウェル・ハング・ラバー』

分離壁に描かれた絵 （2007年）

- ロンドン動物園のペンギンの囲いに上り、'We're bored of fish' （我々は魚にはもう飽き飽きだ）とペイントした。
- ブリストル動物園（英語版）のゾウの囲いに 'I want out. This place is too cold. Keeper smells. Boring, boring, boring.'（外に出たい。ここは寒すぎる。飼育係は臭う。退屈・退屈・退屈）と落書きした。
- 2001年1月にメキシコ・チアパス州のサパティスタ民族解放軍が占領する地域で壁画、サン・クリストバル・デ・ラス・カサスでステンシル画、をそれぞれ残した。
- 2003年7月に、ゲリラ個展『ターフ・ウォー (Turf War)（英語版）』をロンドンで開催。生きている動物の身体にペインティングして展示したり、過去の名画に落書きをしたり、知る人ぞ知る存在だったバンクシーの名前をイギリス中に広めるきっかけになった。
- 2005年3月にMoMA、メトロポリタン美術館、ブルックリン美術館、アメリカ自然史博物館、テート・ブリテンのいずれも人があまり入らない部屋の片隅で、解説のキャプションとともに無許可で陳列した。
- 2005年5月に大英博物館で、ショッピングカートを押す古代人と槍が刺さる獣がカートに入る様子を描いた遺跡の壁画の一部として『ペッカム・ロック』[21]、を無断で陳列した後、大英博物館から市内のギャラリーで開催する個展に引き取り「大英博物館より貸与」とキャプションを付した。大英博物館はこの作品を2018年に正式なコレクションに追加した。
- 2005年8月に、ヨルダン川西岸地区のパレスチナ側の分離壁に、子供が壁に穴を開けている様子や穴の開いた壁から見えるビーチなど9つの絵を残した。バンクシーのスポークスマンは「イスラエルの治安部隊は空に向けて発砲で威嚇をし、かなりの銃が彼を狙っていた」と述べた。この絵は世界中のニュースでとりあげられ、カルトアーティストであったバンクシーの名を一躍有名にした。
- 2005年10月に、ゲリラ個展『クルード・オイルズ (Crude Oils)』をロンドンで開催。アンディ・ウォーホルやエドワード・ホッパー、ファン・ゴッホなどの過去の名作のパロディー作品を展示した。モネの『睡蓮』をモチーフに選んだ『ショー・ミー・ザ・モネ』は、15年後の2020年10月にサザビーズ・オークションに出品されて約10億円で落札された。タイトルは「ショー・ミー・ザ・マネー」をもじったものである[22]。
- 2006年6月にブリストルで、裸の男がバスルームの窓からぶら下がる壁画を残し、除去か否かがインターネットで問われて97%が除去に反対して残存している。
- 2006年の8月から9月にかけて、パリス・ヒルトンのデビューアルバムのフェイクを500枚制作して英国の48のレコードショップに無断で陳列した。デンジャー・マウスによる40分のリミックスで "Why am I Famous?"（私は何で有名なの？） "What Have I Done?"（私が一体何をしたの？）などが採録されていた。ブックレットはパリスの顔の部分に犬の頭を貼り付けたり、ヌードのマネキンにパリスの顔を貼り付けたりしたコラージュ写真が載せられていた。表面からはその違いが分からなかったため、いくつかのCDは店側の認知前に購入されてオークションで750ポンドの値段がついた。
- 2006年9月11日に、米国カリフォルニアディズニーランドのアトラクション「ビッグサンダー・マウンテン」の近くに、グァンタナモ米軍基地の囚人を模したオレンジのジャンプスーツ、黒い帽子、手錠の人形を無断で設置した。これは3日後の9月14日から開催されたバンクシーのアメリカ初個展『Barely Legal（かろうじて合法）』のプロモーションとなった。この個展でブラッド・ピットとアンジェリーナ・ジョリー夫婦が総額20万ポンドに及ぶ作品購入を行った。
- 2007年12月にヨルダン川西岸地区のベツレヘムで、分離壁などにステンシル画6点を残した。これは『サンタズ・ゲットー (Santa's Ghetto)』と名づけられたバンクシーによる毎年のチャリティー活動の一環で、この年は他のアーティストを誘ってベツレヘムで行われた。
- 2009年の『Banksy versus Bristol Museum』でグラフィティアート、絵画、ヒヨコのようにバーベキューソースをつつくチキンナゲット、化粧をするウサギ、老衰したトゥイーティーのロボットなどを展示した。ここで初披露された『退化した議会』は2019年10月にサザビーズに出品されて、当時のバンクシー作品の記録を大幅に塗り替える約13億円で落札され、価格高騰のきっかけとなった。

### 2010年代
- 2010年10月10日に『ザ・シンプソンズ』のエピソードマネーバート（英語版）のオープニングアニメーションを演出し、『ザ・シンプソンズ』のアニメーションやグッズの大半が制作されるアジア地域の劣悪な労働環境を風刺した[23]。
- 2013年10月1日～31日までニューヨークを屋外美術館に見立て、毎日少なくとも1つの作品を街のどこかに公開し、公式インスタグラムと特設ウェブサイトで発表するアーティスト・イン・レジデンス『ベター・アウト・ザン・イン（英語版）』を開催した[24]。
- 2015年2月25日、インスタグラムやウェブサイトでパレスチナ・ガザ地区のベイト・ハヌーン（英語版）に描いたとするグラフィティアートを公開し[25][26][27][28]、それらの作品に伴う海外旅行パンフレット・キャッチコピー風の『今年をあなたが新しい目的地を発見する年にしましょう』という題が付けられた2分間の動画もYouTubeにアップロードした[26][28][29]。その約6カ月前に起きた2014年のイスラエル国防軍によるガザ侵攻によって破壊された家の残骸に子猫や砲塔の回転ブランコなどの作品数点を残し[30]、それらの作品とイスラエルによる封鎖によって観光客が訪れることが出来ないガザを、「アクセスには違法トンネル・ネットワークを通って」など風刺を利かせた観光ツアーのプロモーション風のコメントを添えてビデオで紹介した[26][26][29]。廃墟の中に描かれた子猫にどんな意味があるのかとガザの住人に聞かれたというバンクシーは、「ガザでの破壊をアピールするために、自分のウェブサイトに写真を載せたかったが、インターネット上では、人々は子猫の写真しか見ない」と説明した[30]。
- 2015年8月22日～9月27日まで、5週間の期間限定でイギリスのサマセット州のウェストン＝スーパー＝メアにて、子どもにはふさわしくないファミリーテーマパーク「芸術、娯楽、初心者の無政府主義者の祭り」『ディズマランド』をオープンした[31][32]。
- 2017年3月20日にベツレヘム市のヨルダン川西岸地区パレスチナ側分離壁の目の前で、「世界一眺めの悪いホテル」がうたい文句の『ザ・ウォールド・オフ・ホテル』を開業した。
- 2018年10月7日にサザビーズオークションへ出品された『赤い風船に手を伸ばす少女』が約1億5千万円で落札された直後、額縁に仕掛けられたシュレッダーが作動して作品は切断された。本人はインスタグラムで成功の喜びと共に仕掛けを仕込む様子を動画で公開[33]して「愛はごみ箱の中に」に改題された。
- 2019年12月、日本の兵庫県洲本市の市民公園近今の壁に、バンクシー作の可能性があるネズミの絵が2点発見された。アートとして評価する意見もあったが、同市としては、公共施設での落書きであり無視できないとして、兵庫県警察に被害届を提出した[34]。

### 2020年代
- 2020年5月7日に、新型コロナウイルス感染症（COVID-19）と戦う医療従事者をテーマに新作『Game Changer（英語版）』を発表。イギリスのサウサンプトン病院に寄贈されたこの作品は、翌2021年2月23日にオークションにかけられて、バンクシー作品史上最高額の約25億円で落札された[35]。
- 2021年10月14日、 サザビーズにて2018年落札直後にシュレッダーで半分ほど細断された『愛はごみ箱の中に』が再び競売にかけられ、アジアの収集家により前回の落札額の18倍近い、およそ28億8千万円（バンクシーの作品としては過去最高額）で落札された[36]。
- 2022年ロシアのウクライナ侵攻後の11月のウクライナにて、ロシア軍によって破壊された都市などで7点の作品を発表[37][38]。それらの作品のうちのひとつ、「プーチンに似た柔道胴着の男が、子供に投げ飛ばされる絵」は、ウクライナの切手になった[39]。
- 2022年11月18日、アメリカ発の人気アパレルブランド「GUESS」がバンクシー作品を許可なく使用して商品を販売したことを受け、インスタグラムで万引き犯を扇動する騒動があった。ロンドン中心部リージェント・ストリートにあるGUESSの旗艦店が一時閉鎖に追い込まれた[40]。
- 2023年6月15日～8月28日まで、14年ぶりとなるバンクシー公式個展『CUT＆RUN』を、スコットランド・グラスゴーにある現代美術館「ギャラリー・オブ・モダンアート (GoMA)（英語版）」で開催した[41][42]。
- 2023年12月22日、イギリス・サウサンプトンのペッカムにある「STOP（一時停止）」の道路標識に３機のドローン（軍用無人航空機）のオブジェを加えた『STOP WAR』を発表[43]。その後、一時間も経たないうちに２人の男によって道路標識が盗まれたが[44]、彼らはその後逮捕された[45]。作品そのものについては、多くの人々は、当時進行中のイスラエル・ガザ戦争の停戦を呼びかけるもの、もしくは軍需産業を非難するものだと解釈された[43][45]。
- 2024年3月17日、イギリス・フィンズベリー・パーク（英語版）地域の、経済的に「最も貧しい場所のひとつ」の公営住宅が居並ぶ地区において、枝葉が切り落とされ損傷が進んだ桜の木の後ろにある白い外壁に緑色のペンキを吹き付けた作品『木 (tree)』を公開した[46][47]。あたかも木が生い茂っているかのような様子の作品左下には、今、正にペンキを吹き付け終わったような圧力スプレーホースを持った人物がステンシルで描かれていた[48]。しかし、その3日後には誰かの手によって白いペンキがかけられ汚損されてしまう[48]。そのため作品を保護し、作品を見に訪れた多くの人々から住民のプライバシーを守るため、建物のオーナーは木の板とプラスチック・シートで作品とその一角をカバーした[49]。

## 政治的・社会的テーマ
バンクシーは、かつて落書きを、下層階級の「復讐」、またはより大きくより良い装備をした敵から、権力、領土、そして栄光を奪うことを可能にする「ゲリラ戦争」の一つの形と表現していた。 バンクシーはこの闘争において社会階級的要素を見て、「あなたが鉄道会社を所有していないならば、あなたはそこに行き代わりにそれに絵を描く」と述べている。 バンクシーの作品は、中央集権権力をあざ笑いたいという切望も表しており、また彼の作品は公衆に対して、権力が存在してそれがあなたを抑圧する一方で、その権力は非常に効率的ではなく、欺かれる可能性があり、騙されるべきであることを示すことを願っている。
バンクシーの作品は、反戦、反消費主義、反ファシズム、反帝国主義、反権威主義、アナキズム、ニヒリズム、実存主義など、様々な政治的社会的テーマを扱ってきた。加えて、彼の作品が一般的に批判しているという人間の状態の要素は、欲、貧困、偽善、退屈、絶望、不条理、そして疎外である。 バンクシーの作品は通常、メッセージを出すために視覚的イメージと図像学に頼っているが、バンクシーは様々な本の中でいくつかの政治的に関連したコメントをしている。彼の 「銃殺されるべき人々」のリストにおいて、彼は「ファシスト、宗教原理主義者、（そして）リストを書き誰が銃殺されるべきかあなたに話す人々」をリストしている。バンクシーは自身の政治性をおどけた調子で説明しながら、「時々私は世界の現状についてとても気分が滅入ってしまい、二つ目のアップルパイを食べ終えることさえできない」と描画している。
バンクシーは2017年の英国総選挙において、ブリストル北西、ブリストル西、ノースサマセット、ソーンベリー、キングスウッド、およびフィルトンの各選挙区に立候補している保守党候補者に反対する投票をした有権者に対し、無料で彼の作品のプリントを提供すると申し出た。 バンクシーのウェブサイトに投稿された記述によると、保守党候補者以外の候補者に印を付けた投票用紙の電子メール写真を送れば、限定版のバンクシーのアート作品を郵送されると説明していた。 2017年6月5日、エイボンとサマセット州議会は、汚職の疑いのある贈収賄行為についてバンクシーの調査を開始したと発表し、翌日、バンクシーは「無料プリントの提供を行えば、選挙は無効になると選挙管理委員会から警告された。そのため、私は残念ながらまずい発想の法的に疑わしいプロモーションがキャンセルされたことを発表する。」と述べ、プリントの提供を取り下げた。

## 身元
バンクシーの身元は不明。落書きが犯罪であるからとされる。
スイスのアーティスト、マスター・オブ・ミラーズ（Maître de Casson）がバンクシーかもしれないという憶測があるが、本人は自身のWebサイトでこれを否定している。
2008年の『メール・オン・サンデー』の調査ではかつての校友や同僚は、パブリックスクールのブリストル大聖堂公立学校の元生徒だったロビン・ガニンガム (Robin Gunningham) と信じている。この説はバンクシーの作品が発見された場所の研究によって2016年に確証された。バンクシーの作品の発生率はガニンガムの動きと相関していることが分かった。
7人組のアーティストチームであるという憶測もある。2014年にインターネットで「バンクシーが逮捕され、その身元が明らかになった。」という嘘のニュースが出た。
2016年8月にスコットランドのジャーナリストであるクレイグ・ウィリアムズは、バンクシーの壁画出現のタイミングとトリップ・ホップバンドマッシヴ・アタックのツアースケジュールを結び付けた調査結果を発表した 。ウィリアムズは、バンクシーの仕事が集団の仕事であり、バンクシー自身がマッシヴ・アタックのロバート・デル・ナジャであるかも知れないという説を提唱した 。デル・ナジャは1980年代にバンドを結成する前はグラフィティアーティストであり、以前はバンクシーの個人的な友人であった。だがバンクシーが有名になる前に、ロンドンで彼にインタビューをした翻訳家の鈴木沓子は「マッシヴ・アタックの方ではなかった」と語っている。
2017年6月、イギリスのミュージシャンゴールディは、スクルービアス・ピップのポッドキャスト番組にゲスト出演した際に、バンクシーを「ロブ（またはロバート）」と呼んだ。これは、バンクシー=デル・ナジャ説を裏付ける発言と思われたが、ゴールディはロバート・デル・ナジャ、ロビン・ガニンガム、またはその両方、誰に言及しているのか分からないという指摘もされている。
ロンドンのナショナル・ポートレート・ギャラリーには、写真家のジェームズ・ファフ（James Pfaff）によるバンクシーのポートレート（覆面状態ではあるが）が収蔵されている。また2010年の映画『イグジット・スルー・ザ・ギフトショップ』には覆面を被ったバンクシー本人が登場して喋っている。
2017年12月、バンクシーの写真が英『デイリー・メール』などのメディアに掲載された。パレスチナを訪れた観光客がたまたま撮影したグラフィティを描くアーティストがバンクシーだったというのだ。帽子をかぶった痩身の中年男性が写っている。しかし、この写真自体がフェイクの可能性もある。
2022年11月、自身のインスタグラムにボロディアンカで制作した作品の画像を投稿したが、制作していたのは男性5人組であったとの近隣住民による目撃証言が複数ある。一方、リーダー格の40代から50代の男性が指揮しており、ほかの4人については手伝っていたように見えたという証言もある。 

## ギャラリー

少女と爆弾（Girl with a bomb）
ネズミ（The Rat）
倒れるまで買う (Shop 'til You Drop)
フラワー・スローワー（英語版）（ラブ・イズ・イン・ジ・エア）

## 日本国内で発見されたバンクシー作とされることがある絵
- ネズミの絵 - 東京都港区の防潮堤。日の出ふ頭2号船客待合所で公開中[65]。「バンクシー作品らしきネズミの絵」を参照。
- 少女と風船の絵 - 茨城県高萩市の防波堤[65]
- ネズミの絵 - 茨城県水戸市のコインランドリー[65]
- 少女と風船の絵 - 千葉県九十九里町の護岸[65]
- ネズミの絵 - 兵庫県西宮市の縁石[65]
- 少女と風船の絵 - 東京都足立区青井の青井兵和通り商店街のもんじゃ焼き店の外壁[66]